# Teo Halm
Teo Lucas Halm (Los Ángeles, 18 de mayo de 1999) es un productor discográfico, compositor, cantante y actor estadounidense conocido
por su papel en la película de 2014 Earth to Echo.

## Carrera
Teo Halm nació en Los Ángeles California en una familia judía. La familia de su madre es de Francia y Marruecos, y su padre es australiano, con antepasados británicos y checos. 
Halm creció actuando en teatro, haciendo "The Sound of Music" y "El hombre de la música". Su padre publicó una foto de Halm en el sitio web del talento newfaces.com, atrayendo la atención de un productor de la serie de PBS Nova . En 2009 fue elegido como un niño neandertal. En 2010 fue contratado para representar a Will Campbell, un portavoz de la UCLA ficticia en un correo de solicitud de recaudación de fondos para exalumnos de la UCLA.
En 2012 interpretó el papel principal en una película de corto alcance de la edad Waltham Vanguard, escrita y dirigida por Bill Barker, Halm actuó al lado de Jaime P. Gómez. En 2013 fue elegido para el Disney Channel Boy Meets World series de seguimiento Girl Meets World como Elliot, hijo de Cory (Ben Savage) y Topanga (Danielle Fishel). Pero después de que la serie fuese sometida a algunos cambios creativos, su personaje fue eliminado. En 2014 protagonizó hijo de crianza como vulnerables Alex en la película de ciencia ficción Earth to Echo. Hizo de Frank Sullivan, el mejor amigo de la infancia de Charles Bukowski, en la próxima película de James Franco. También fue contratado en un papel principal de apoyo a Alex, un chico skater rebelde, en la próxima película de Memoria.

## Filmografía
| Año  | Título           | Rol             | Notas                                                         |
| ---- | ---------------- | --------------- | ------------------------------------------------------------- |
| 2009 | Nova             | niño neandertal | Serie TV, episodio:"Becoming Human: Última Permanente Humano" |
| 2012 | Waltham Vanguard | Bud             |                                                               |
| 2014 | 15               | joven hermano   | cortometrage                                                  |
| 2014 | Earth to Echo    | Alex            |                                                               |
| 2015 | Bukowski         | Frank Sullivan  |                                                               |
| 2015 | Memoria          | Alex (13 Años)  |                                                               |